# Acoetes mohammadi
Acoetes mohammadi är en ringmaskart som beskrevs av Pettibone 1989. Acoetes mohammadi ingår i släktet Acoetes och familjen Acoetidae. Inga underarter finns listade i Catalogue of Life.